# Persone di nome Rainer
| Questa pagina contiene informazioni ricavate automaticamente dalle voci biografiche con l'ausilio del template Bio e di un bot. L'aggiornamento è periodico e automatico e ricostruisce completamente la pagina. Se manca una persona in questa lista, sei pregato di non aggiungerla, ma accertati piuttosto che la sua voce biografica contenga il template Bio e che i dati anagrafici siano correttamente compilati. Se il template Bio manca, inseriscilo tu stesso o, in alternativa, metti l'avviso {{tmp\|Bio}} che ne segnala la mancanza. Se i dati riportati sono sbagliati, correggi direttamente la voce biografica; le modifiche saranno visibili in questa lista entro pochi giorni. Per chiarimenti vedi il progetto antroponimi. La lista contiene solo le 59 persone che sono citate nell'enciclopedia e per le quali è stato implementato correttamente il template Bio. Pagina aggiornata al 7 mar 2025. |

Questa è una lista di persone presenti nell'enciclopedia che hanno il nome Rainer, suddivise per attività principale.

## Allenatori di calcio(3)
- Rainer Bieli, allenatore di calcio e ex calciatore svizzero (Kestenholz, n. 1979)
- Rainer Rauffmann, allenatore di calcio e ex calciatore tedesco (Kleve, n. 1967)
- Rainer Zietsch, allenatore di calcio, dirigente sportivo e ex calciatore tedesco (Leimen, n. 1964)

## Allenatori di tennis(1)
- Rainer Schüttler, allenatore di tennis e ex tennista tedesco (Korbach, n. 1976)

## Astronomi(2)
- Rainer Kling, astronomo tedesco (n. 1952)
- Rainer Kracht, astronomo tedesco (n. 1948)

## Attori(4)
- Rainer Basedow, attore e doppiatore tedesco (Mühlhausen, n. 1938 - Salisburgo, † 2022)
- Rainer Bock, attore tedesco (Kiel, n. 1954)
- Rainer Hunold, attore tedesco (Braunschweig, n. 1949)
- Rainer Strecker, attore tedesco (Berlino Ovest, n. 1965)

## Avvocati(1)
- Rainer Wieland, avvocato e politico tedesco (Stoccarda, n. 1957)

## Banchieri(1)
- Rainer Masera, banchiere e economista italiano (Como, n. 1944)

## Calciatori(15)
- Rainer Adrion, ex calciatore, dirigente sportivo e allenatore di calcio tedesco (Stoccarda, n. 1953)
- Rainer Baumann, calciatore tedesco orientale (Altenburg, n. 1930 - Altenburg, † 2021)
- Rainer Ernst, ex calciatore tedesco orientale (Neustrelitz, n. 1961)
- Rainer Hasler, calciatore liechtensteinese (Vaduz, n. 1958 - † 2014)
- Rainer Hollasch, ex calciatore tedesco (n. 1951)
- Rainer Künkel, ex calciatore tedesco (Wiesenbach, n. 1950)
- Rainer Nachtigall, ex calciatore tedesco orientale (Hoyerswerda, n. 1941)
- Rainer Ohlhauser, ex calciatore e allenatore di calcio tedesco (Neckargemünd, n. 1941)
- Rainer Sachse, ex calciatore tedesco orientale (Dresda, n. 1950)
- Rainer Schlutter, ex calciatore tedesco orientale (Greiz, n. 1946)
- Rainer Torres, ex calciatore peruviano (Callao, n. 1980)
- Rainer Troppa, calciatore tedesco orientale (Kolkwitz, n. 1958 - † 2023)
- Rainer Ulrich, calciatore e allenatore di calcio tedesco (Mannheim, n. 1949 - † 2023)
- Rainer Wirth, calciatore cileno (Santiago del Cile, n. 1982)
- Rainer Zobel, ex calciatore e allenatore di calcio tedesco (Wrestedt, n. 1948)

## Cardinali(1)
- Rainer Maria Woelki, cardinale e arcivescovo cattolico tedesco (Colonia, n. 1956)

## Cestisti(2)
- Rainer Greunke, ex cestista tedesco (Blankenbach, n. 1958)
- Rainer Pethran, cestista tedesco (Augusta, n. 1950 - Monaco di Baviera, † 2019)

## Chimici(1)
- Rainer Ludwig Claisen, chimico tedesco (Colonia, n. 1851 - Bad Godesberg, † 1930)

## Ciclisti su strada(1)
- Rainer Kepplinger, ciclista su strada austriaco (Walding, n. 1997)

## Dirigenti sportivi(3)
- Rainer Bonhof, dirigente sportivo, allenatore di calcio e ex calciatore tedesco (Emmerich am Rhein, n. 1952)
- Rainer Jarohs, dirigente sportivo e ex calciatore tedesco orientale (Rostock, n. 1957)
- Rainer Schütterle, dirigente sportivo e ex calciatore tedesco (Kehl, n. 1966)

## Fisici(1)
- Rainer Weiss, fisico tedesco (Berlino, n. 1932)

## Imprenditori(1)
- Rainer Schaller, imprenditore tedesco (Bamberga, n. 1969 - Mare Caraibico, † 2022)

## Matematici(1)
- Gemma Frisio, matematico e cartografo olandese (Dokkum, n. 1508 - Lovanio, † 1555)

## Nuotatori(2)
- Rainer Henkel, ex nuotatore tedesco (Opladen, n. 1964)
- Rainer Strohbach, ex nuotatore tedesco orientale (Dresda, n. 1958)

## Pallanuotisti(2)
- Rainer Hoppe, ex pallanuotista tedesco (Duisburg, n. 1962)
- Rainer Osselmann, pallanuotista tedesco (Duisburg, n. 1960 - Amtzell, † 2023)

## Pistard(1)
- Rainer Podlesch, ex pistard tedesco (Dobbertin, n. 1944)

## Politici(2)
- Rainer Barzel, politico tedesco (Braunsberg, n. 1924 - Monaco di Baviera, † 2006)
- Rainer Brüderle, politico tedesco (Berlino, n. 1945)

## Psichiatri(1)
- Rainer Matthias Holm-Hadulla, psichiatra, psicoterapeuta e psicoanalista tedesco (Peine, n. 1951)

## Registi(3)
- Rainer Werner Fassbinder, regista, sceneggiatore e produttore cinematografico tedesco (Bad Wörishofen, n. 1945 - Monaco di Baviera, † 1982)
- Rainer Matsutani, regista, sceneggiatore e attore tedesco (Hockenheim, n. 1964)
- Rainer Simon, regista e sceneggiatore tedesco (Hainichen, n. 1941)

## Saltatori con gli sci(1)
- Rainer Schmidt, ex saltatore con gli sci tedesco (Langewiesen, n. 1948)

## Scacchisti(1)
- Rainer Knaak, scacchista tedesco (Pasewalk, n. 1953)

## Sciatori alpini(2)
- Rainer Salzgeber, ex sciatore alpino austriaco (Bludenz, n. 1967)
- Rainer Schönfelder, ex sciatore alpino austriaco (Bleiburg, n. 1977)

## Scrittori(1)
- Rainer Maria Rilke, scrittore, poeta e drammaturgo austriaco (Praga, n. 1875 - Les Planches, † 1926)

## Scultori(1)
- Rainer Kriester, scultore e pittore tedesco (Plauen, n. 1935 - Vendone, † 2002)

## Storici(1)
- Rainer Zitelmann, storico e giornalista tedesco (Francoforte sul Meno, n. 1957)

## Storici dell'arte(1)
- Rainer Kahsnitz, storico dell'arte tedesco (Schneidemühl, n. 1936)

## Tennisti(1)
- Rainer Eitzinger, ex tennista austriaco (Schwaz, n. 1983)

## Triatleti(1)
- Rainer Müller-Hörner, triatleta tedesco (Fürth, n. 1967)